# 친구야! 친구야!
"친구야! 친구야!"는 1990년에 개봉한 대한민국의 영화이다.

## 캐스팅
- 전영록 : 장덕수 역
- 김세준 : 홍대철 역
- 조미정 : 양은정 역
- 신충식
- 신성하 : 유동근 역
- 고소영 : 설인화 역
- 김지수
- 한근욱
- 김성희
- 이재윤
- 이백
- 육성두
- 진세현